# TV Pampa Porto Alegre
TV Pampa Porto Alegre é uma emissora de televisão brasileira sediada em Porto Alegre, capital do estado do Rio Grande do Sul. Opera no canal 4 (26 UHF digital) e é afiliada à RedeTV!. É uma das emissoras da Rede Pampa e a cabeça de rede que gera seus programas para todo o estado. Seus estúdios ficam localizados no bairro Santa Tereza, junto a holding da Rede Pampa de Comunicação, e sua antena de transmissão está no alto do Morro da Polícia.

## História
A TV Pampa foi fundada em 14 de julho de 1980 por Otávio Dumit Gadret, dono da então Rede Riograndense de Emissoras. Em seus primeiros anos, foi uma emissora independente, assim como a TV Guaíba, fundada um ano antes por Breno Caldas. Nessa época, destacaram-se programas infantis do palhaço Tampinha, que tomavam quase toda a programação diurna. Nas manhãs, ia ao ar o Trem da Alegria, nas tardes o Carrossel e nos fins-de-semana o Tampinlândia. Às 19h, a emissora tinha a Sessão Bangue-Bangue, com séries como James West, Bonanza, Big Valley, Chaparral e Laredo. À noite, a atração do horário nobre era a Sessão das Nove, com filmes que eram introduzidos pela apresentadora Rosa Helena Horst. O jornalismo era simbolizado pelo Panorama, com duas edições diárias, pela manhã e no fim de noite. Nas manhãs de sábado ia ao ar um programa de culinária apresentado pela irmã do dono, Mirza Gadret. Aos domingos, a cozinha era liderada por Abigail Blattner.
Ao contrário da TV Guaíba, a TV Pampa não conseguiu manter a programação local por muito tempo. Em 1983, sem condições de manter uma programação local de qualidade, afiliou-se à recém criada Rede Manchete, sendo sua primeira afiliada. A programação gerada no Rio de Janeiro entrou na grade da TV Pampa em 5 de junho, mesmo dia da inauguração da Rede Manchete.
No final de 1984, a Pampa tentou acirrar a competição local contra a RBS TV e a TV Guaíba, que ia à falência, aproveitando para contratar-lhe os principais nomes, que abandonavam a Companhia Jornalística Caldas Júnior pela falta de pagamentos. O diretor comercial Enio Berwanger trouxe Tânia Carvalho, recém saída do Guaíba Feminina, e Balala Campos, ex-apresentadora da parte local do programa TV Mulher, para assumirem o horário do almoço com um programa de entrevistas voltados ao público feminino. Lauro Quadros ganhou um quadro à noite, antes do Jornal da Manchete. Quando Lauro foi contratado pela RBS TV, Edegar Schmidt assumiu seu posto. Rogério Mendelski e Adroaldo Streck também tinham seus comentários em horário nobre, logo após o Jornal da Manchete, atrasando a sequência da programação em 20 minutos.
Em 1986, com a inflação artificialmente congelada nos primeiros meses do Plano Cruzado, o mercado publicitário local esquentou e permitiu que a Pampa investisse ainda mais alto. Claudia Nocchi e Flavio Porcelo, advindos do Jornal da RBS, assumiram o Jornal Meridional, patrocinado pelo banco homônimo e exibido nos fins de noite. Mas o telejornal só durou um ano, devido às críticas feitas ao governo do estado em função da greve dos professores, que levou à retirada do patrocínio que dava nome ao programa.
Em setembro de 1992, numa nova tentativa de tornar-se independente, cancelou sua afiliação com a Rede Manchete, que passava por uma crise naquele ano. Durante este período, a TV Pampa transmitiu videoclipes. Não conseguindo manter sua programação inteiramente local, em dezembro do mesmo ano a emissora voltou a transmitir o sinal da rede.
Em 1.º de dezembro de 1997, a TV Pampa migrou para a Rede Record, que desde 14 de novembro de 1996 mantinha uma retransmissora própria através do canal 18 UHF, enquanto a Rede Manchete passou a ser retransmitida pelo canal 48 UHF, onde permaneceu até a sua extinção dois anos mais tarde.
Em 1.º de janeiro de 2003, a TV Pampa rompeu com a Record e passou a transmitir a programação da RedeTV!, após assinar com a rede em 12 de dezembro do ano anterior. A afiliação durou apenas três meses, pois, segundo a imprensa gaúcha, houve um calote por parte da RedeTV! e a área comercial da TV Pampa não estava satisfeita com os resultados alcançados, já que a boa audiência obtida em alguns programas da rede não era refletida na venda de espaços. Além disso, o vice-presidente Paulo Sérgio Pinto afirmou que muitos telespectadores estavam descontentes com a perda de seus programas favoritos após a troca de afiliação. A TV Pampa voltou a retransmitir a programação da Rede Record em 3 de abril daquele ano.
Nos anos seguintes porém, as relações entre a TV Pampa e a Record foram se deteriorando, uma vez que a afiliada queria manter uma programação local incompatível com os padrões da rede. O Grupo Record chegou a fazer uma oferta pela compra da emissora e de suas coirmãs no interior do estado, além do jornal O Sul, porém o seu proprietário, Otávio Dumit Gadret, recusou a proposta. Em 22 de fevereiro de 2007, o Grupo Record adquiriu o Sistema Guaíba-Correio do Povo, o que incluiu a TV Guaíba, que passaria a ser uma emissora própria da Record. Isso significou o fim da afiliação com a TV Pampa, que não teve o seu contrato renovado, e teve que procurar uma nova rede. Em 21 de junho, foi firmado um novo contrato com a RedeTV!, e a partir de 1.º de julho, a TV Pampa voltou a transmitir a programação da rede, ao mesmo tempo em que a programação da Record migrava para a sua nova emissora própria, agora denominada TV Record Rio Grande do Sul.
Com o fim da programação independente do canal 2, várias de suas atrações migraram para a TV Pampa, como o Programa Rosaura Fraga (que passou a se chamar Pampa Bom Dia), Dois Toques, Guerrilheiros da Notícia, o Câmera Dois de Clovis Duarte (que foi dividido em dois: Programa Clovis Duarte, exibido às 18h, e Câmera Pampa, às 23h30), e o Zoom, que havia migrado antes da nova programação estrear. Além disso, novos programas também foram adicionados à grade.
Em novembro de 2007, a TV Pampa ganhou um processo encaminhado em 1997, sendo presenteada com o direito de usar a marca "TV Manchete". A decisão da justiça veio com surpresa na emissora, já que a rede de televisão havia sido extinta oito anos antes. O vice-presidente da TV Pampa, Paulo Sérgio Pinto, disse à imprensa que não se sabia ainda o que seria feito com a marca e que a decisão não seria tomada em curto prazo.
Em 2016, sofre com os efeitos da crise e de sua má administração, encerrando o tradicional programa local Studio Pampa e o noticioso Pampa Meio Dia, o qual ficou no ar por nove anos.

## Sinal digital
| Canal virtual | Canal digital | Resolução de tela | Programação                                              |
| ------------- | ------------- | ----------------- | -------------------------------------------------------- |
| 4.1           | 26 UHF        | 1080i             | Programação principal da TV Pampa Porto Alegre / RedeTV! |

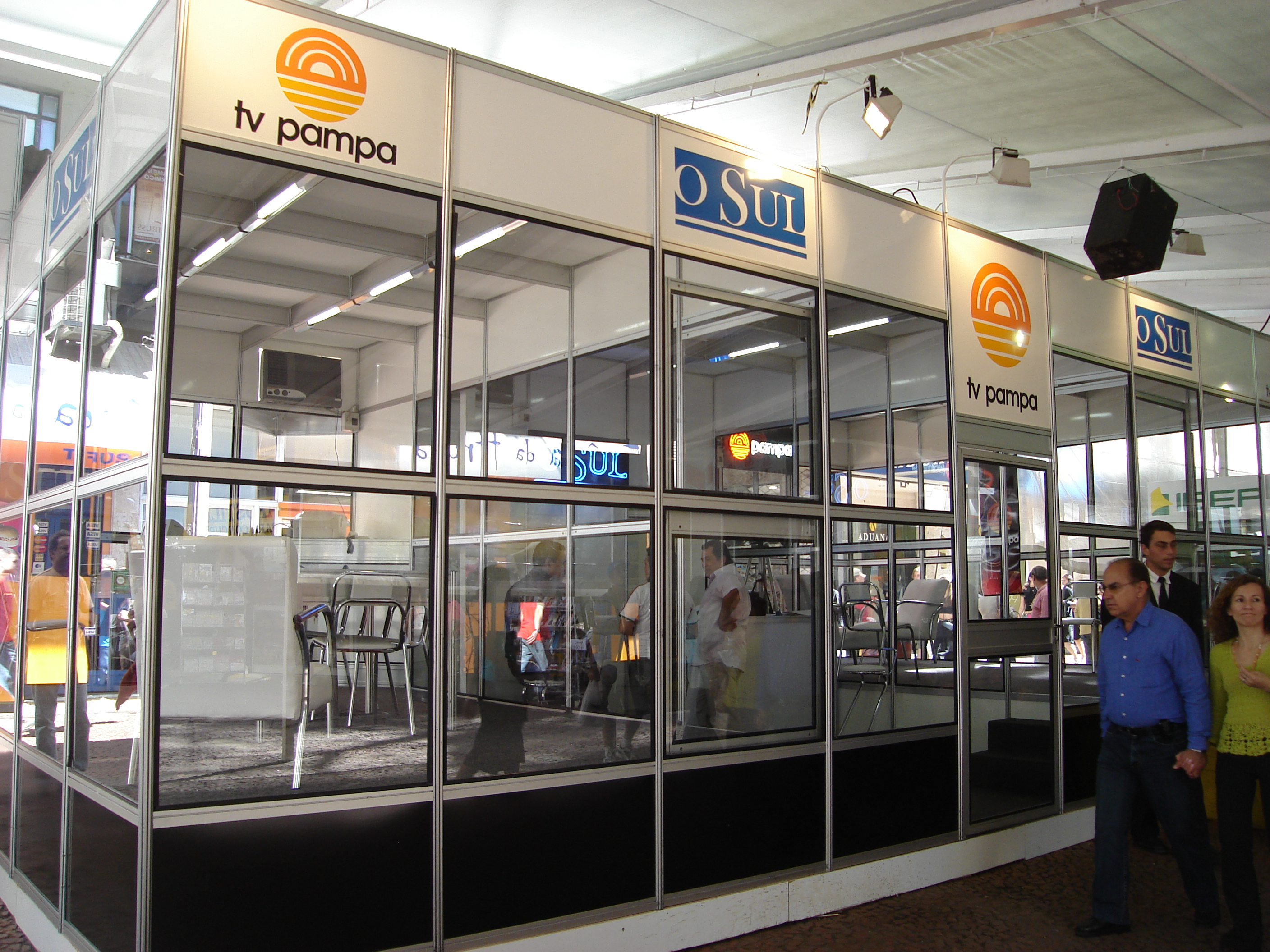
Estúdios da Rede Pampa na Feira do Livro de Porto Alegre.

Durante uma semana, a partir de 26 de abril de 2012, a TV Pampa transmitiu experimentalmente pelo canal 26 UHF para Porto Alegre e áreas próximas, não tendo exibido sua programação local e nem programas em alta definição, nem mesmo os gerados pela RedeTV!. Um ano depois, na tarde de 2 de abril de 2013, a TV Pampa iniciou em definitivo suas transmissões digitais, passando a exibir a sua programação e a da RedeTV! em alta definição.
Transição para o sinal digital
Com base no decreto federal de transição das emissoras de TV brasileiras do sinal analógico para o digital, a TV Pampa Porto Alegre, bem como as outras emissoras de Porto Alegre, cessou suas transmissões pelo canal 4 VHF no dia 14 de março de 2018, seguindo o cronograma oficial da ANATEL.

## Programas
Além de retransmitir a programação nacional da RedeTV!, atualmente a TV Pampa produz e exibe os seguintes programas:
- Algo Mais: Programa de variedades, com Pedro de Oxum;
- Pampa Debates: Talk show, com Paulo Sérgio Pinto;
- Jornal da Pampa: Telejornal, com Gabriela Markus [14];
- Atualidades Pampa: Jornalístico, com Magda Beatriz;
- Aliadas com Ali Klemt: Programa de entrevistas, com Ali Klemt

Como resultado da exibição de programas locais nos horários da rede, a TV Pampa não exibe alguns programas como Papo com Dani, Fica Com a Gente, A Tarde É Sua e RedeTV! News (exceto a edição de sábado). A emissora também exibe diariamente atrações da rede em horários e dias diferentes dos originais, em um bloco de programação intitulado Pampa Show. Assim como na RedeTV!, boa parte da grade também é arrendada para programas independentes ou religiosos. Diversos outros programas compuseram a grade da emissora e foram descontinuados:
- Bailanta
- Câmera 4
- Câmera Pampa
- Camisa 10
- Campeões do Ringue
- Carrossel
- Cine Pampa
- Dois Toques
- Estúdio Pampa
- Guerrilheiros da Notícia
- Jornal Meridional
- Marcas e Veículos
- Mensagens do Sul
- Pampa Bom Dia
- Pampa Boa Noite
- Pampa Destaque
- Pampa Esportes
- Pampa em Manchete
- Pampa Entrevista
- Pampa Kids
- Pampa Meio Dia
- Pampa Notícias
- Pampa Repórter
- Panorama
- Programa Clóvis Duarte
- Programa Rosaura Fraga
- Programa Xicão Tofani
- Repórter Pampa
- Rio Grande Nativo
- Saúde em Dia
- Studio Pampa
- Tampinlândia
- Trem da Alegria
- Tri Legal
- Universal FM TV
- Videomúsica
- Vivi na TV
- Zoom